# 23 juli
23 juli is de 204e dag van het jaar (205e dag in een schrikkeljaar) in de gregoriaanse kalender. Hierna volgen nog 161 dagen tot het einde van het jaar.

## Gebeurtenissen
- Algemeen
  - 1927 -  Op de Nederlandse radio wordt voor het eerst een reportage uitgezonden. Willem Vogt doet voor de ANRO verslag van de landing op Schiphol van een KLM-vlucht uit Batavia.
  - 1982 - De Internationale walviscommissie besluit om de commerciële vangst van walvissen te beëindigen per 1985-86.
  - 1986 - De Britse prins Andrew trouwt Sarah Ferguson in Westminster Abbey, Londen.[1]
  - 1992 - Bij rellen in Blackburn, Burnley en Huddersfield vallen ten minste twaalf gewonden.
  - 2023 - In Afghanistan vallen zeker 31 doden door zware overstromingen. Dorpen in onder meer de provincie Wardak worden getroffen.[2]

- Criminaliteit en veiligheid
  - 1967 - In Detroit (Michigan, VS) breken rassenrellen uit in de overwegend Afro-Amerikaanse en verarmde binnenstad. 43 mensen sterven en 1400 huizen verbranden.

- Economie
  - 2024 - Modebedrijf Esprit vraagt faillissement aan. Als een curator geen koper kan vinden voor de modeketen, dan sluiten de winkels in Nederland, Spanje, Frankrijk, België en Luxemburg.
  - 2025 - Hooghoudt, bekend van de jenever, gaat na meer dan 100 jaar Groningeen inruilen voor het Belgische Gent. Alle werknemers moeten op zoek naar een andere baan.
- Infrastructuur
  - 1881 - De 5-jarige Johannes Huibers, later bisschop van Haarlem, legt de eerste steen van het Centraal Station te Amsterdam.
  - 1926 - De Nationale Maatschappij der Belgische Spoorwegen (NMBS) wordt opgericht.
  - 2010 - Nabij het Zwitserse Fiesch vindt een treinongeluk plaats.
  - 2014 - In Nederland geldt een dag van nationale rouw naar aanleiding van de crash van Malaysia Airlines-vlucht 17 zes dagen eerder.

- Kunst en cultuur
  - 1982 - Op de set van de film The Twilight Zone slaat een geprepareerde helikopter te pletter, waardoor acteur Vic Morrow en twee jeugdige acteurs de dood vinden.
  - 1987 - De drie nog levende leden van de Beatles dagen platenmaatschappij EMI-Capitol voor de rechter wegens fraude met cd-royalty's.
  - 2009 - Twee werken van Mozart worden door de Stichting Mozarteum Salzburg ontdekt.

- Muziek
  - 2010 - De Brits-Ierse boyband One Direction wordt gevormd.[1]

- Oorlog
  - 1914 - Oostenrijk-Hongarije stelt een ultimatum aan Servië. Het land krijgt 48 uur om te voldoen aan een aantal onmogelijke Oostenrijkse eisen. Een oorlog lijkt onvermijdelijk. (Juli-ultimatum)
  - 2016 - Bij een aanslag tijdens een demonstratie in Kabul vallen zeker tachtig doden.
  - 2023 - In de Oekraïense stad Odessa raakt de Transfiguratiekathedraal – die op de Werelderfgoedlijst van de Verenigde Naties staat – zwaar beschadigd door een raketaanval. Onder meer het dak wordt deels verwoest. Of de raket van Oekraïense of Russische herkomst is wordt door de partijen betwist.[3]

- Politiek
  - 1952 - Generaal Mohammed Naguib leidt de Vrije Officieren (gevormd door Gamal Abdel Nasser, de echte persoon achter de coup) tegen koning Faroek van Egypte.
  - 1968 - Een Palestijns commando kaapt een Israëlisch vliegtuig; de onderhandelingen duren tot eind augustus en eindigen zonder bloedvergieten.
  - 1992 - Abchazië herstelt de grondwet van 1925, een beslissing die door het Georgische parlement ongeldig wordt verklaard.
  - 1994 - De Duitse justitie besluit om de 86-jarige Erich Mielke, chef van de voormalige Oost-Duitse geheime politie (Stasi), te vervolgen voor het onder zijn verantwoordelijkheid neerschieten van Oost-Duitsers die over de Berlijnse Muur probeerden te vluchten.
  - 1998 - Puntland, in het noordoosten van Somalië, verklaart tijdelijk onafhankelijk te zijn totdat het Oost-Afrikaanse land weer stabiel is en een centrale overheid heeft.
  - 1999 - Mohammed VI wordt koning van Marokko nadat zijn vader, koning Hassan II, diezelfde dag op 70-jarige leeftijd is overleden.
  - 2004 - In Mostar (Bosnië en Herzegovina) wordt de brug over de Neretva, de Stari Most ("Oude Brug") opnieuw geopend.
  - 2007 - In Albanië neemt Bamir Topi de presidentsfunctie over van Alfred Moisiu voor een nieuwe periode van vijf jaar.
  - 2009 - IJsland vraagt officieel het lidmaatschap van de Europese Unie aan.
  - 2011 - President Hugo Chávez van Venezuela keert onverwachts terug vanuit Cuba nadat het links-populistische staatshoofd een chemotherapie heeft ondergaan op het communistische eiland.
  - 2023 - In Spanje worden vervroegde parlementsverkiezingen gehouden voor de Cortes Generales.[4]

- Recreatie
  - 2013 - In het Nederlandse pretpark Walibi Holland raakt een 10-jarig meisje bij een ongeval in de wildwaterattractie El Rio Grande zwaar gewond.
  - 2014 - In het Nederlandse attractiepark Toverland moeten vier bezoekers naar het ziekenhuis na een ongeval met het wildwaterbaan Djengu River.
  - 2019 - Soarin' in Tokyo DisneySea opent de deuren voor bezoekers.

- Religie
  - 1727 - Splitsing van het rooms-katholieke apostolisch vicariaat Schotland in de apostolische vicariaten Highland District en Lowland District.
  - 1929 - Inwijding van de Christus Koning-kathedraal in Reykjavik door kardinaal Willem Marinus van Rossum, prefect van de Propaganda Fide.

- Sport
  - 1881 - De Internationale Gymnastiekfederatie wordt opgericht in Luik.
  - 1902 - Oprichting van de Nederlandse voetbalclub SBV Excelsior.
  - 1924 - Oprichting van de Deense voetbalclub Esbjerg fB.
  - 1952 - Asnoldo Devonish wint de bronzen medaille op het onderdeel hink-stap-sprong bij de Olympische Spelen en daarmee de eerste olympische plak ooit voor Venezuela.
  - 1967 - De Franse wielrenner Roger Pingeon wint de Ronde van Frankrijk.
  - 1967 - Openingsceremonie van de vijfde Pan-Amerikaanse Spelen, gehouden in Winnipeg.
  - 1972 - De Belgische wielrenner Eddy Merckx wint opnieuw de Ronde van Frankrijk.
  - 1978 - De Franse wielrenner Bernard Hinault wint de Ronde van Frankrijk, de Nederlander Gerrie Knetemann de slotrit op de Champs-Elysées.
  - 1989 - Greg LeMond wint de 76ste editie van de Ronde van Frankrijk. De Amerikaanse wielrenner doet dat in de afsluitende tijdrit naar Parijs, waarbij hij zijn Franse collega Laurent Fignon uit de gele trui rijdt. Het verschil bedraagt uiteindelijk slechts acht seconden.
  - 1994 - In Dublin eindigt titelverdediger Nederland op een teleurstellende zesde plaats bij het WK hockey door ook de laatste wedstrijd tegen Zuid-Korea te verliezen: 0-2.
  - 1995 - Miguel Indurain wint de 82ste editie van de Ronde van Frankrijk. Het is de vijfde eindoverwinning op rij voor de Spaanse wielrenner.
  - 2002 - Opening van het King Power Stadium, dat aanvankelijk Walkers Stadium heet, een voetbalstadion in de Engelse stad Leicester.
  - 2006 - Floyd Landis wint de 93ste editie van de Ronde van Frankrijk. Echter, later wordt hij uit de uitslag geschrapt wegens een positieve dopingtest, en wordt Óscar Pereiro uitgeroepen tot winnaar.
  - 2009 - Oprichting van de Venezolaanse voetbalclub Atlético Venezuela.
  - 2017 - Dylan Groenewegen wint de laatste etappe naar Parijs en Chris Froome wint de Ronde van Frankrijk. Het is de vierde eindoverwinning voor de Britse wielrenner.
  - 2017 - Tennisspeelster Kiki Bertens wint het WTA-toernooi van Zwitserland in Gstaad. Het is haar 4e WTA-zege.
  - 2023 - Deens wielrenner Jonas Vingegaard wint de 110e editie van de Ronde van Frankrijk, terwijl Jordi Meeus uit België op de Champs-Élysées in Parijs als eerste over de finish komt.[5]
  - 2023 - Zwemster Ariarne Titmus uit Australië zwemt in de finale van de 400 meter vrije slag bij de Wereldkampioenschappen zwemmen in Fukuoka (Japan) met een tijd van 3.55,38 een nieuw wereldrecord op deze afstand.[6]
  - 2023 - Bij een Diamond League wedstrijd in Londen loopt Nederlands atlete Femke Bol op de 400 meter horden met een tijd van 51,45 een nieuw Europees record. Het is voor Bol de 17e zege op rij in de Diamond League.[7]
  - 2023 - De Amerikaanse golfspeler Brian Harman schrijft het Britse Open Championship op zijn naam. [8]
  - 2023 - In Londen loopt Nederlands atlete Sifan Hassan bij een Diamond League wedstrijd met 14.13,42 in een nieuwe Europese recordtijd op de 5000 meter naar de derde plaats, achter winnares Gudaf Tsegay uit Ethiopië en Beatrice Chebet uit Kenia. [9]
  - 2023 - De Nederlandse 4x100 meter estafetteloopsters N'Ketia Seedo, Marije van Hunenstijn, Jamile Samuel en Tasa Jiya winnen bij een Diamond League wedstrijd in Londen door de teams van onder meer de Verenigde Staten en Groot-Brittannië te verslaan.[9]

- Wetenschap en technologie
  - 1886 - De eerste auto's van Gottlieb Daimler komen op de markt.
  - 1903 - Henry Ford verkoopt zijn eerste auto, een tweecilinder Model A die is gemaakt in Detroit.
  - 1992 - Na 7 jaar komt er een officieel einde aan de missie van het Giotto ruimtevaartuig omdat er niet meer voldoende brandstof aan boord is voor complexe toekomstige manoeuvres.[10]
  - 1999 - NASA lanceert spaceshuttle Columbia voor missie STS-93 waarmee de Chandra X-ray Observatory, een röntgentelescoop, in de ruimte wordt gebracht. Voor de eerste keer heeft het ruimtevliegtuig een vrouwelijke gezagvoerder: Eileen Collins.[11]

## Geboren

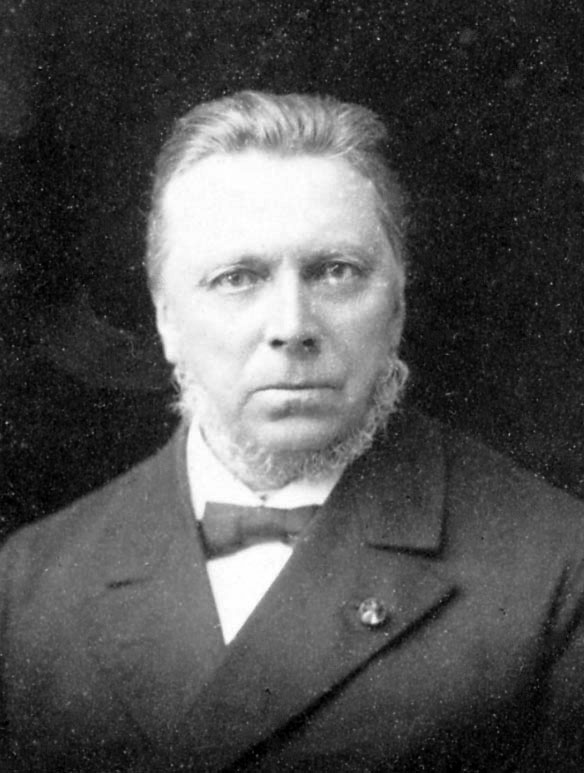
Pieter Caland
geboren in 1826

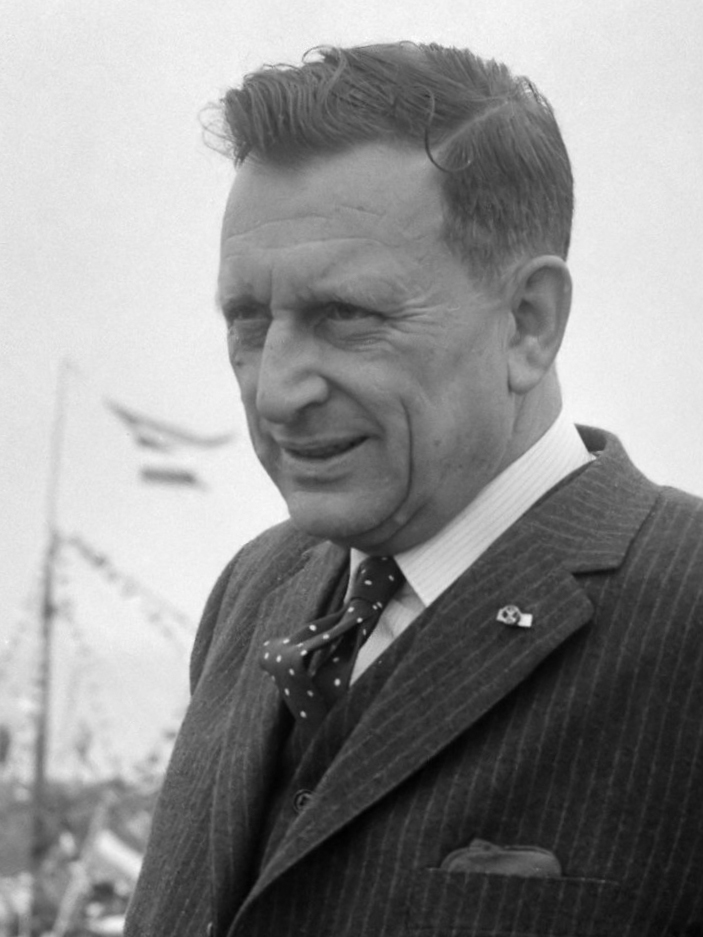
Ko Suurhoff
geboren in 1905

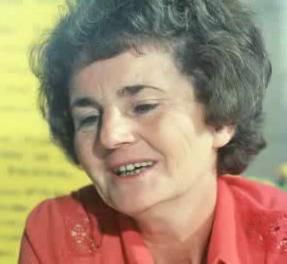
Thea Beckman
geboren in 1923

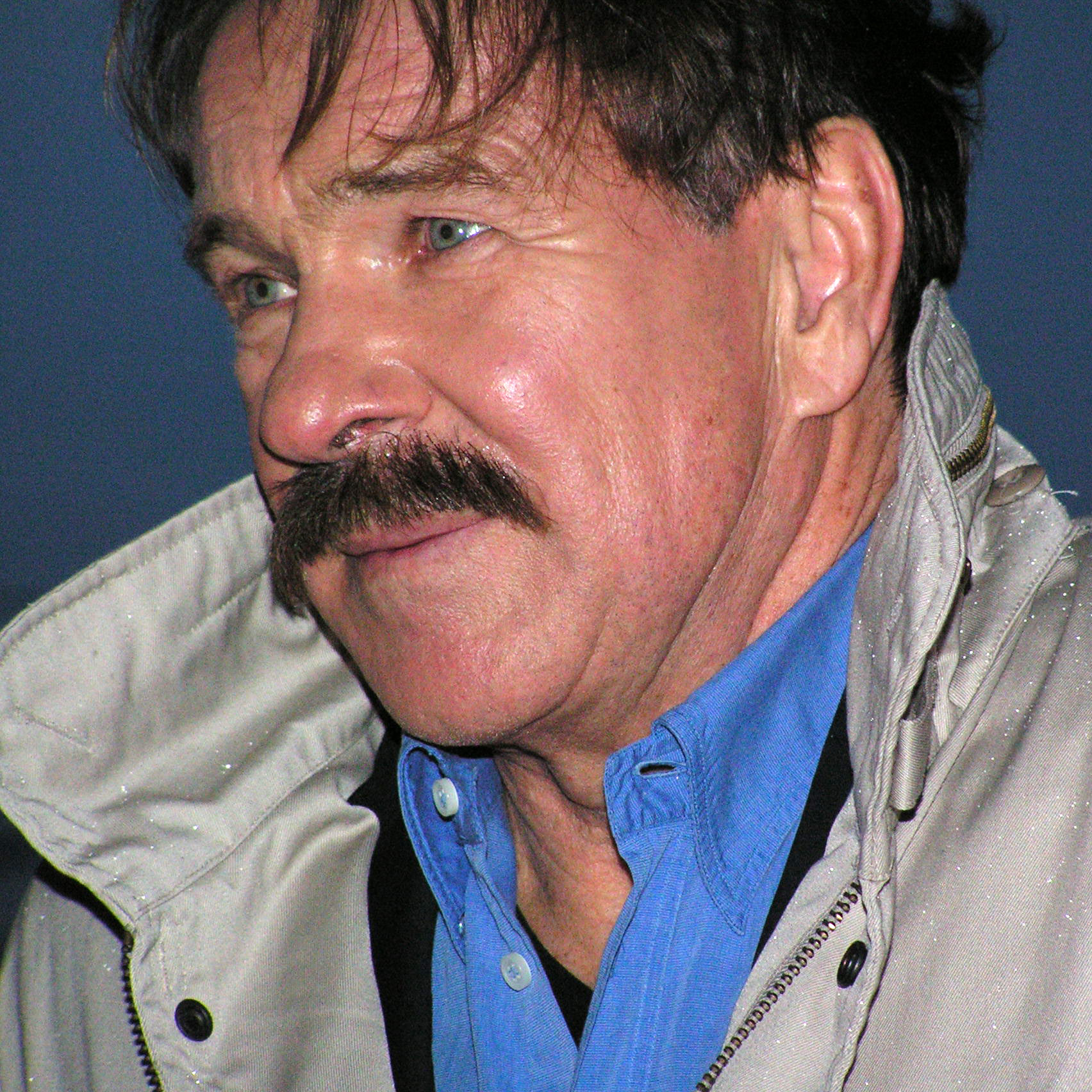
Götz George
geboren in 1938

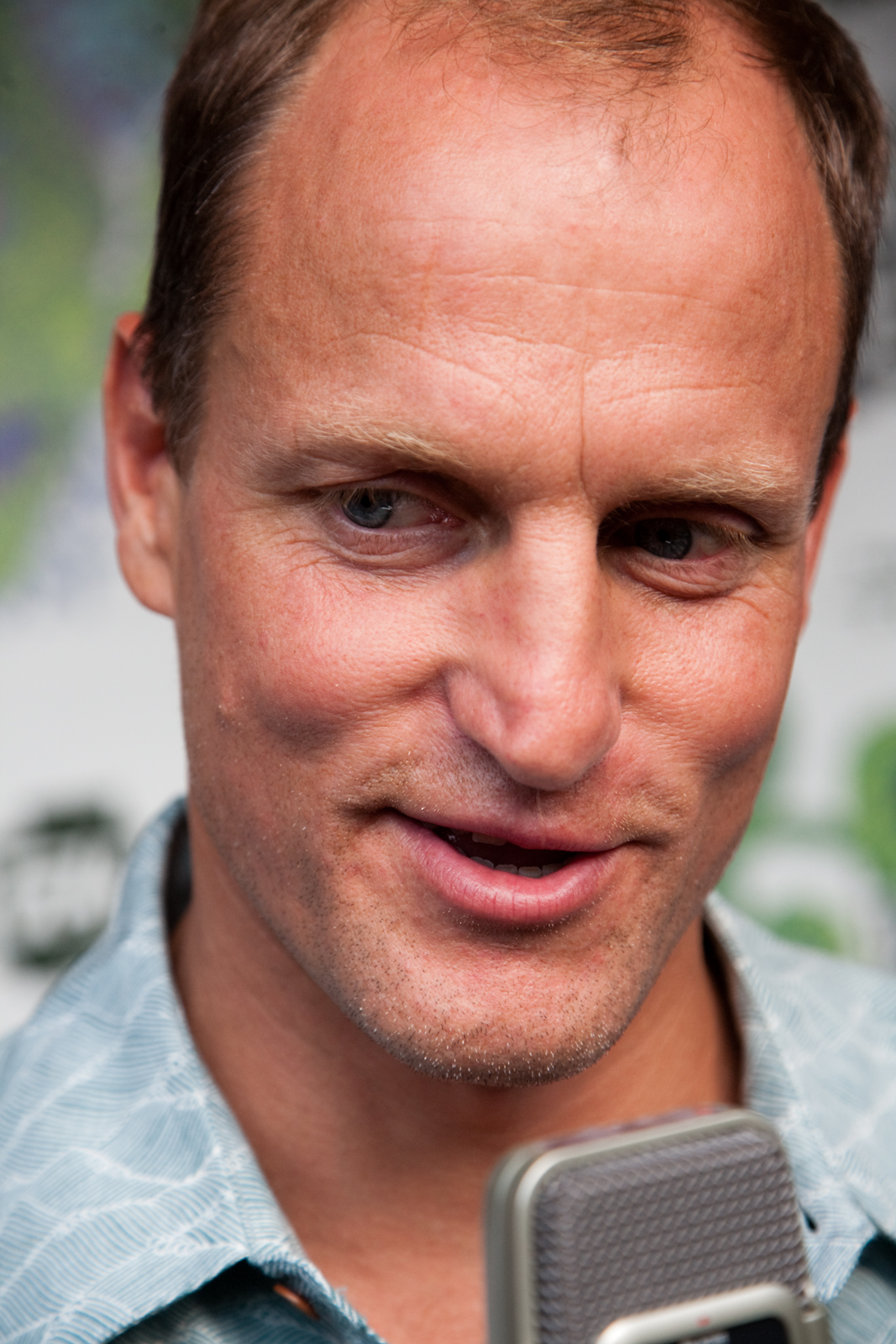
Woody Harrelson
geboren in 1961

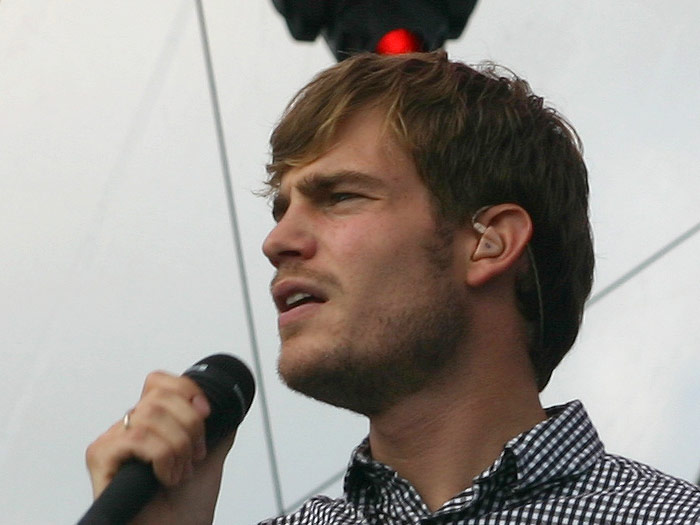
Tim Akkerman
geboren in 1981

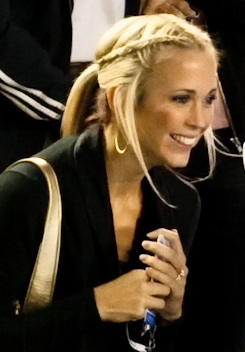
Rebecca Cartwright
geboren in 1983

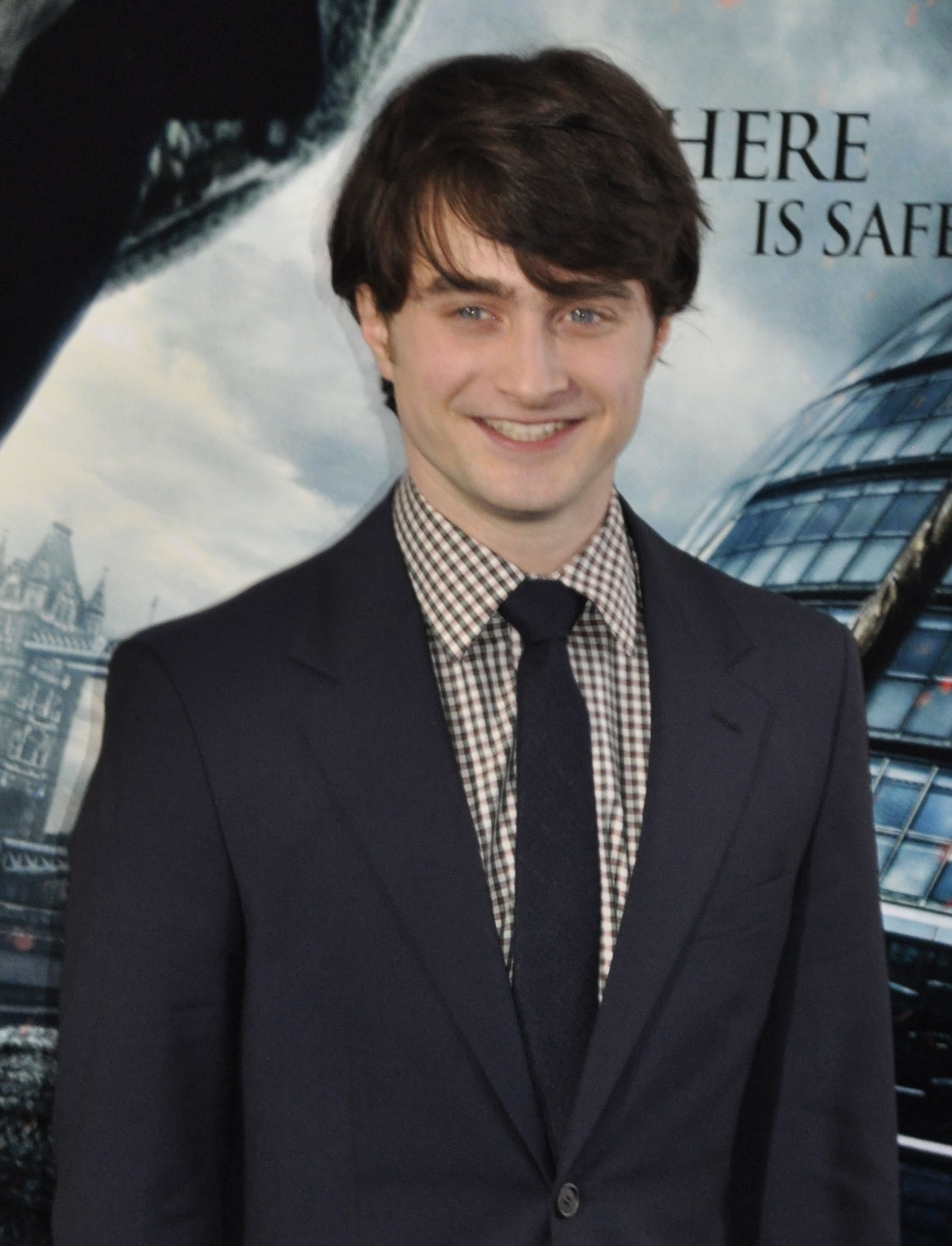
Daniel Radcliffe
geboren in 1989

- 1339 - Lodewijk I van Anjou, hertog van Anjou (overleden 1384)
- 1649 - Giovanni Francesco Albani, Paus Clemens XI (overleden 1721)
- 1687 - Amalia Louise van Koerland, regentes van Nassau-Siegen (overleden 1750)
- 1691 - Pieter van der Schelling, Nederlands historicus en predikant (overleden 1751)
- 1777 - Philipp Otto Runge, Duits schilder (overleden 1810)
- 1796 - Franz Adolf Berwald, Zweedse componist, muziekpedagoog en violist (overleden 1868)
- 1826 - Pieter Caland, Nederlands waterbouwkundige (overleden 1902)
- 1857 - Frans Erens, Nederlands prozaschrijver en criticus (overleden 1935)
- 1858 - Engelke Jan Boneschanscher, Nederlands fotograaf (overleden 1947)
- 1873 - Marie Janson, Belgisch socialistisch politica (overleden 1960)
- 1883 - Alan Brooke, Brits veldmaarschalk (overleden 1963)
- 1888 - Raymond Chandler, Amerikaans schrijver (overleden 1959)
- 1892 - Haile Selassie, keizer van Ethiopië (overleden 1975)
- 1894 - Rudolf Spaander, Nederlands voetballer en atleet (overleden 1950)
- 1899 - Gustav Heinemann, president van de Bondsrepubliek Duitsland (overleden 1976)
- 1905 - Ko Suurhoff, Nederlands politicus (overleden 1967)
- 1911 - Lodewijk Parisius, (Kid Dynamite), Surinaams musicus en tenorsaxofonist (overleden 1963)
- 1912 - Jean van Heijenoort, Frans wiskundige, logicus en trotskist (overleden 1986)
- 1913 - Ernest van der Eyken, Belgisch componist (overleden 2010)
- 1914 - Alice Arden, Amerikaans atlete (overleden 2012)
- 1914 - Reidar Kvammen, Noors voetballer en voetbaltrainer (overleden 1998)
- 1914 - Atie Ridder-Visser, Nederlands verzetsstrijdster (overleden 2014)
- 1917 - Knut Brynildsen, Noors voetballer (overleden 1986)
- 1918 - Bueno de Mesquita, Nederlands acteur en komiek (overleden 2005)
- 1920 - Amália Rodrigues, Portugees zangeres (overleden 1999)
- 1923 - Thea Beckman, Nederlands kinderboekenschrijfster (overleden 2004)
- 1924 - Bert Klei, Nederlands journalist en columnist (overleden 2008)
- 1925 - Alain Decaux, Frans historicus en tv-figuur (overleden 2016)
- 1925 - Gloria DeHaven, Amerikaans actrice (overleden 2016)
- 1925 - Quett Masire, president van Botswana (overleden 2017)
- 1926 - Ernst Stern, Nederlands theoloog (overleden 2007)
- 1926 - Luigi Pinedo, Curaçaos kunstschilder (overleden 2007)
- 1928 - Leon Fleisher, Amerikaans pianist en dirigent (overleden 2020)
- 1928 - Vera Rubin, Amerikaans astronome (overleden 2016)
- 1928 - Cyrus Young, Amerikaans speerwerper (overleden 2017)
- 1930 - Roger Hassenforder, Frans wielrenner en gastronoom (overleden 2021)
- 1931 - Arata Isozaki, Japans architect (overleden 2022)
- 1933 - Richard Rogers, Brits architect (overleden 2021)
- 1935 - John Cordts, Canadees autocoureur
- 1935 - Jim Hall, Amerikaans autocoureur
- 1938 - Ronny Cox, Amerikaans acteur en muzikant
- 1938 - Götz George, Duits acteur (overleden 2016)
- 1938 - Charles Harrelson, Amerikaans crimineel (overleden 2007)
- 1938 - Hans Prade, Surinaams diplomaat en bestuurder (overleden 2020)
- 1938 - Frans Weisz, Nederlands regisseur
- 1941 - Sergio Mattarella, president van Italië
- 1942 - Madeline Bell, Amerikaans (gospel)zangeres
- 1942 - Fredi (Matti Kalevi Siitonen), Fins acteur, zanger en tv-presentator (overleden 2021)
- 1942 - Myra Hindley, Brits moordenares (overleden 2002)
- 1942 - Jan de Hont, Nederlands gitarist
- 1942 - Jean-Claude Rudaz, Zwitsers autocoureur
- 1943 - Dikke Charles, Nederlands ondernemer (overleden 2024)
- 1944 - Judith Bosch, Nederlands televisiepresentatrice
- 1945 - Jon Sistermans, Nederlands chef-kok (overleden 2020)
- 1946 - Vincent Icke, Nederlands columnist, sterrenkundige en kosmoloog
- 1947 - David Bordwell, Amerikaans filmwetenschapper (overleden 2024)
- 1947 - David Essex (David Albert Cook), Brits zanger en acteur
- 1947 - Torsten Palm, Zweeds autocoureur
- 1948 - Freddy Heirman, Belgisch voetballer en voetbaltrainer
- 1948 - Lenore Kasdorf, Amerikaans actrice
- 1952 - Henk Kamp, Nederlands politicus
- 1952 - Steven L. Rosenhaus, Amerikaans componist
- 1953 - Claude Barzotti (Francesco Barzotti), Belgisch zanger (overleden 2023)
- 1953 - Najib Razak, Maleisisch politicus; premier 2009-2018
- 1954 - Luc Verschueren, Belgisch radiopresentator
- 1955 - Ad Valk, Nederlands nieuwslezer
- 1956 - Tengiz Soelakvelidze, Sovjet-Georgisch voetballer
- 1957 - Theo van Gogh, Nederlands regisseur en televisiemaker (overleden 2004)
- 1958 - Frank Mill, Duits voetballer (overleden 2025)
- 1960 - Mario Bellatin, Peruviaans-Mexicaans schrijver
- 1960 - Onno Meijer, Nederlands acteur en regisseur (overleden 2008)
- 1960 - Jon Landau, Amerikaans filmproducent (overleden 2024)
- 1960 - Erica Verdegaal, Nederlands auteur
- 1961 - Woody Harrelson, Amerikaans filmacteur
- 1961 - Michel Vandenbosch, Belgisch frontman van GAIA
- 1961 - Dirk Van den Abeele, Belgisch ornitholoog
- 1962 - Eriq La Salle, Amerikaans acteur en regisseur
- 1962 - Viktor Sjasjerin, Russisch schaatser
- 1964 - Daniela Gassmann, Zwitsers mountainbikester
- 1964 - Matilda Ziegler, Brits actrice
- 1965 - Slash, Amerikaans gitarist
- 1965 - Jan de Vries, Nederlands politicus
- 1966 - Joan Barbarà, Spaans voetballer en voetbaltrainer
- 1966 - Ronald Ockhuysen, Nederlands journalist en directeur communicatie & strategie
- 1966 - Micheal Williams, Amerikaans basketballer
- 1967 - Abdallah Ait-Oud, Belgisch misdadiger
- 1967 - Philip Seymour Hoffman, Amerikaans acteur (overleden 2014)
- 1967 - Noboru Ueda, Japans motorcoureur
- 1968 - Shawn Levy, Canadees-Amerikaans acteur, filmregisseur, filmproducent en scenarioschrijver
- 1968 - Stephanie Seymour, Amerikaans model en actrice
- 1969 - Marco Bode, Duits voetballer
- 1969 - Stéphane Diagana, Frans atleet
- 1969 - Raphael Warnock, Amerikaans Democratisch politicus
- 1970 - Charisma Carpenter, Amerikaans actrice
- 1970 - Rya Kihlstedt, Amerikaans actrice
- 1971 - Gotsja Dzjamaraoeli, Georgisch voetballer
- 1971 - Patty Jenkins, Amerikaans filmregisseur en scenarioschrijfster
- 1971 - Alison Krauss, Amerikaans zangeres en violiste
- 1972 - Giovane Élber, Braziliaans voetballer
- 1972 - Dennis Ruyer, Nederlands diskjockey
- 1972 - Marlon Wayans, Amerikaans acteur en regisseur
- 1973 - Thomas Ebert, Deens roeier
- 1973 - Kathryn Hahn, Amerikaans actrice
- 1973 - Monica Lewinsky, Amerikaans psychologe en zakenvrouw
- 1974 - Jan Joost van Gangelen, Nederlands sportverslaggever en tv-presentator
- 1974 - Maurice Greene, Amerikaans atleet
- 1974 - Hugo Alves Velame (Hugo), Braziliaans voetballer
- 1974 - Rik Verbrugghe, Belgisch wielrenner
- 1974 - Johan van der Werff, Nederlands voetballer
- 1974 - Melvin van Wingerden, Nederlands ijshockeyer
- 1975 - Alessio Tacchinardi, Italiaans voetballer
- 1976 - Judith Arndt, Duits wielrenster
- 1976 - Mark van Eeuwen, Nederlands acteur
- 1976 - Jörg Jaksche, Duits wielrenner
- 1976 - Judit Polgár, Hongaars schaakster
- 1977 - Silvia Colloca, Italiaans actrice
- 1977 - Néicer Reasco, Ecuadoraans voetballer
- 1978 - Heather Moyse, Canadees bobsleester en atlete
- 1980 - Tim Akkerman, Nederlands zanger
- 1980 - Benny De Schrooder, Belgisch wielrenner
- 1980 - Lizelotte van Dijk, Nederlands actrice
- 1980 - Craig Stevens, Australisch zwemmer
- 1980 - Michelle Williams, Amerikaans zangeres
- 1981 - Jarkko Nieminen, Fins tennisser
- 1981 - Tobias Schneider, Duits schaatser
- 1982 - Ljoedmila Kalintsjik, Wit-Russisch biatlete
- 1982 - Mira (Mira Bertels), Belgisch zangeres
- 1982 - Tom Mison, Brits acteur
- 1982 - Paul Wesley, Amerikaans acteur
- 1983 - Rebecca Cartwright, Australisch actrice
- 1983 - Aaron Peirsol, Amerikaans zwemmer
- 1984 - Walter Gargano, Uruguayaans voetballer
- 1986 - Nadja Kamer, Zwitsers alpineskiester
- 1986 - Jelena Sokolova, Russisch atlete
- 1987 - Alessio Cerci, Italiaans voetballer
- 1987 - Nick D'Arcy, Australisch zwemmer
- 1987 - Julian Nagelsmann, Duits voetbalcoach
- 1988 - Daniel Mancinelli, Italiaans autocoureur
- 1989 - Daniel Radcliffe, Brits acteur
- 1990 - Kevin Reynolds, Canadees kunstschaatser
- 1991 - Zimra Geurts, Nederlands fotomodel en verslaggeefster
- 1991 - Lars van der Haar, Nederlands wielrenner en veldrijder
- 1991 - Lauren Mitchell, Australisch turnster
- 1993 - Ayla Ågren, Noors-Zweeds autocoureur
- 1993 - Kathryn Gallagher, Amerikaans actrice en zangeres
- 1993 - Lauren Herring, Amerikaans tennisspeelster
- 1993 - Maxime Lupker (Maxje), Nederlands rapster en vlogster
- 1993 - Ayoze Pérez, Spaans voetballer
- 1993 - Regard, Kosovaars-Albanees dj en muziekproducent
- 1993 - Andrea Romanò, Italiaans voetballer
- 1994 - Jade van der Molen, Nederlands langebaanschaatsster
- 1995 - Sam Byrne, Iers voetballer
- 1996 - Jordy Bruijn, Nederlands voetballer
- 1996 - Rachel G. Fox, Amerikaans actrice
- 1996 - Sinan Kurt, Turks-Duits voetballer
- 1997 - Annefleur Bruggeman, Nederlands handbalspeelster
- 1997 - Islam Mansouri, Algerijns wielrenner
- 1997 - Matija Šarkić, Montenegrijns-Engels voetballer (overleden 2024)
- 1998 - Martina Lenzini, Italiaans voetbalster
- 2001 - Christian Lundgaard, Deens autocoureur
- 2002 - Tiago Santos, Portugees voetballer
- 2004 - Noah Hobbs, Brits wielrenner
- 2004 - Luca Marianucci, Italiaans voetballer
- 2006 - Iman Beney, Zwitsers voetbalster

## Overleden

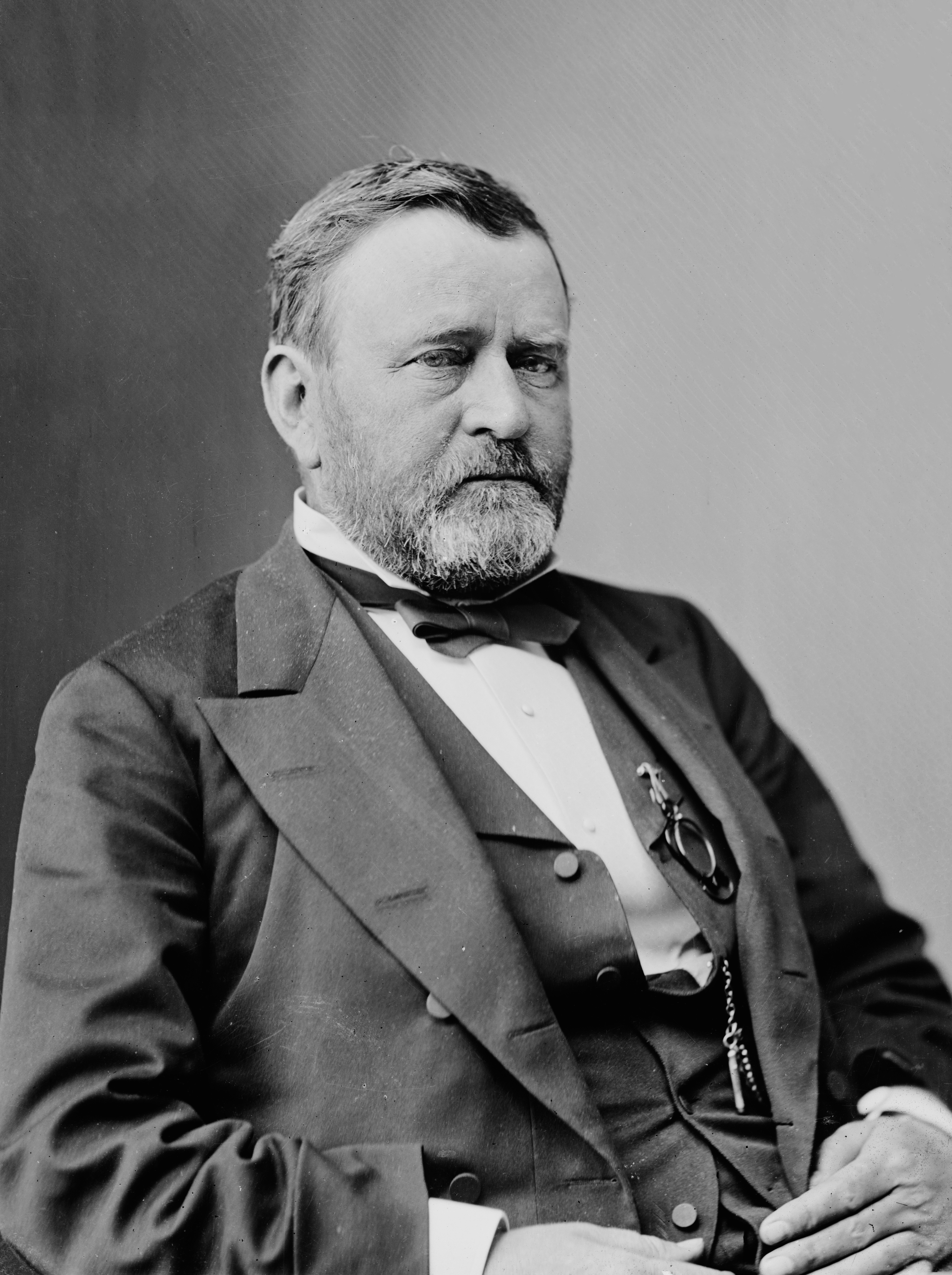
Ulysses S. Grant
overleden in 1885

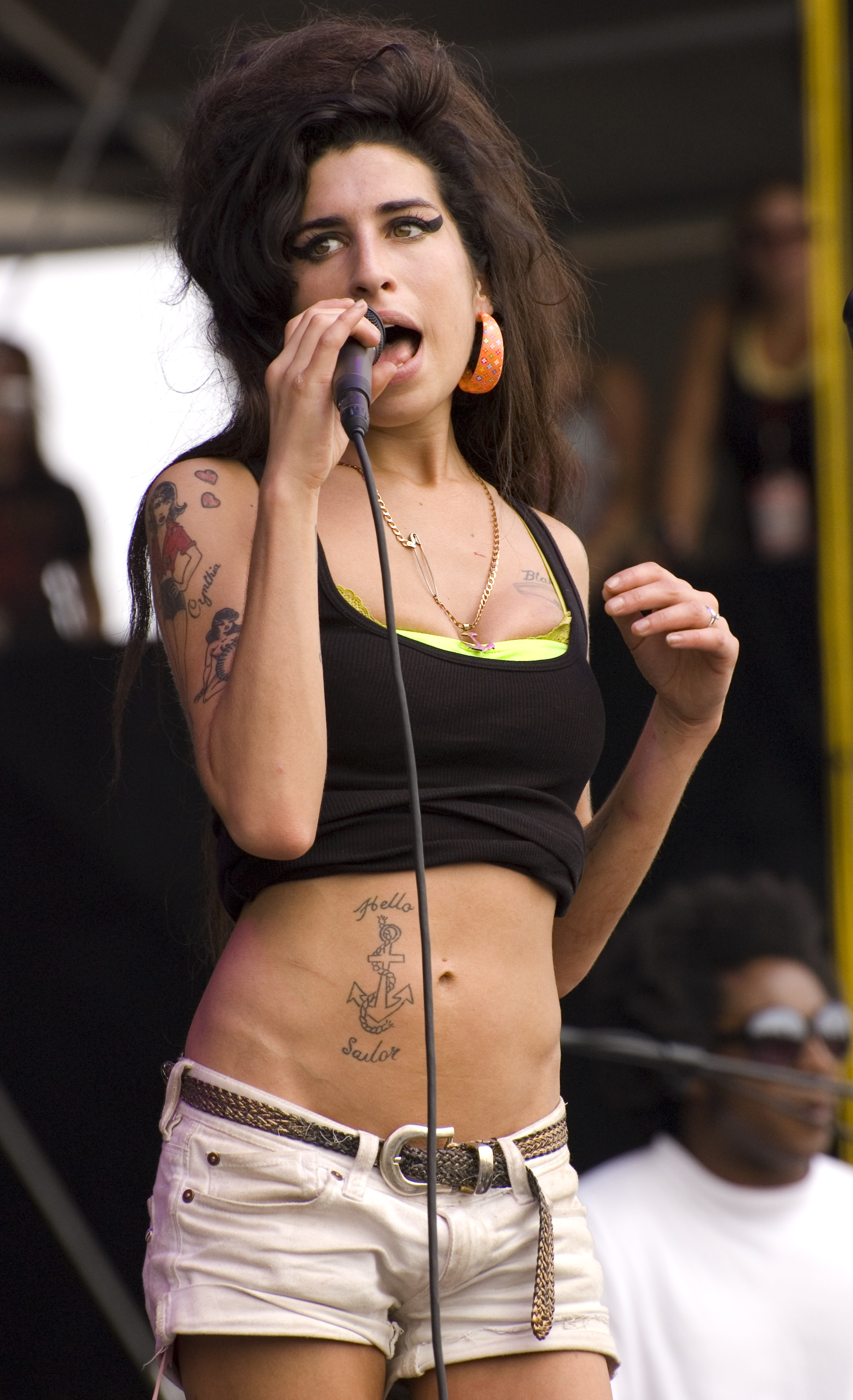
Amy Winehouse
overleden in 2011

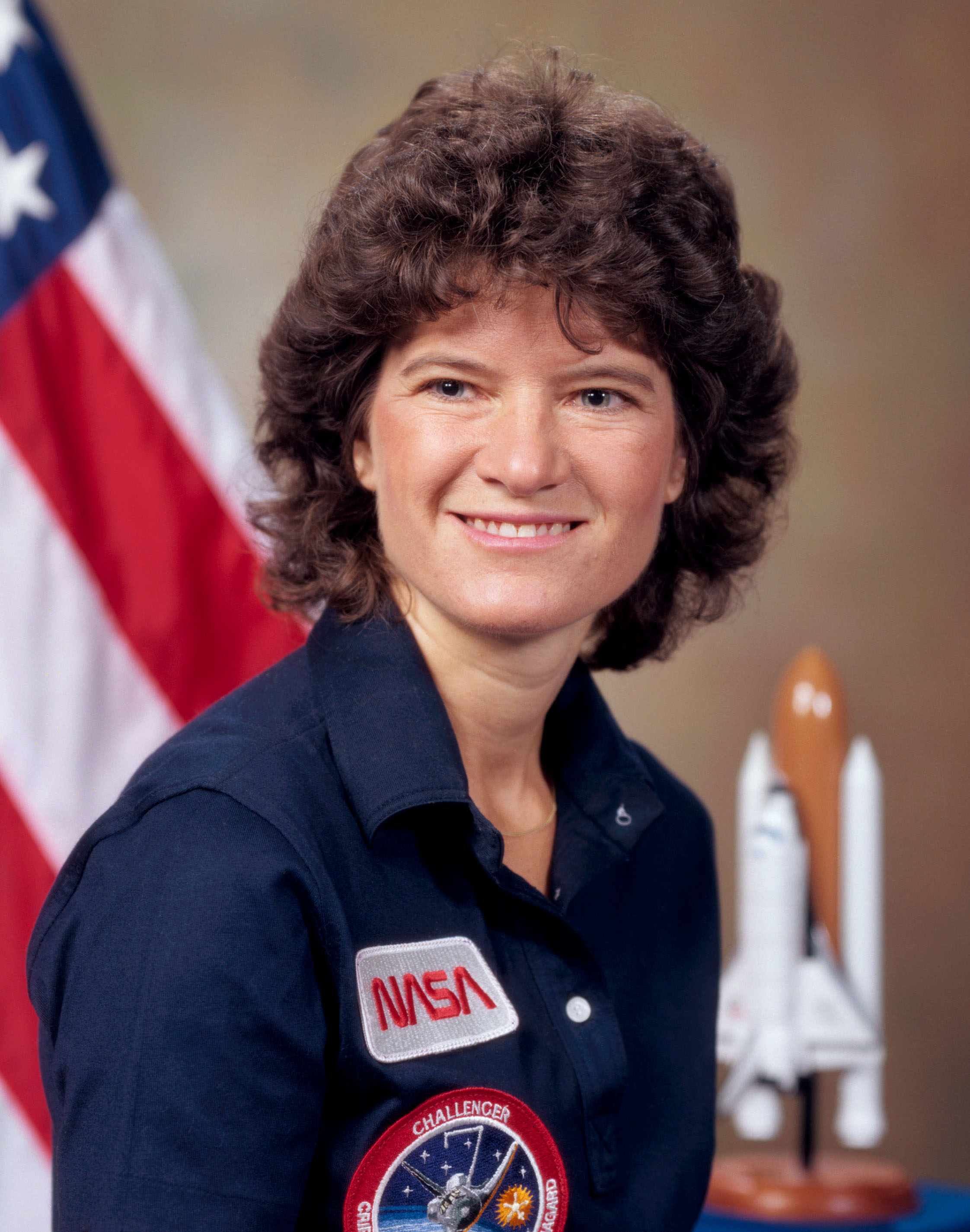
Sally Ride
overleden in 2012

- 1757 - Domenico Scarlatti (71), Italiaans componist
- 1794 - Alexandre de Beauharnais (34), Frans generaal
- 1885 - Ulysses S. Grant (63), achttiende president van de Verenigde Staten
- 1914 - Charlotte Forten Grimké (76), Amerikaans abolitionist, onderwijzeres en dichteres
- 1916 - Sir William Ramsay (63), Brits chemicus en Nobelprijswinnaar
- 1916 - Adolf Weil, (68) Duits arts, beschreef de ziekte van Weil
- 1932 - Alberto Santos-Dumont (59), Braziliaans luchtvaartpionier
- 1942 - Valdemar Poulsen (72), Deens ingenieur en uitvinder
- 1943 - Ans Polak (36), Nederlands gymnaste
- 1944 - Hans von Sponeck (56), Duits generaal
- 1948 - Marie Baron (40), Nederlands zwemster
- 1948 - D.W. Griffith (73), Amerikaans filmregisseur
- 1951 - Philippe Pétain (95), Frans maarschalk en premier
- 1951 - Adam Stefan Sapieha (84), Pools kardinaal-aartsbisschop van Krakau
- 1966 - Lo La Chapelle (78), Nederlands voetballer, cricketer en medicus
- 1966 - Montgomery Clift (45), Amerikaans acteur
- 1968 - Luigi Cevenini (73), Italiaans voetballer en voetbalcoach
- 1975 - William Tubman (75), president van Liberia
- 1980 - Keith Godchaux (32), Amerikaans muzikant
- 1983 - Hector Marius van Fenema (82), Nederlands burgemeester
- 1984 - Achiel Buysse (65), Belgisch wielrenner
- 1986 - Kazimierz Sikorski (91), Pools componist
- 1990 - Bert Sommer (41), Amerikaans singer-songwriter en acteur
- 1990 - Kenjiro Takayanagi (91), Japans televisiepionier
- 1992 - Johanna Schouten-Elsenhout (82), Surinaams dichteres
- 1995 - Kees Verwey (95), Nederlands impressionistisch schilder
- 1997 - Chuhei Nambu (93), Japans atleet
- 1997 - Andrea Domburg (74), Nederlands actrice
- 1999 - Hassan II van Marokko (70), Marokkaans koning
- 2002 - Chaim Potok (73), Amerikaans schrijver
- 2002 - Leonard de Vries (82), Nederlands schrijver
- 2008 - Kurt Furgler (84), Zwitsers politicus
- 2008 - Bert Klei (84), Nederlands journalist en columnist
- 2010 - Willem Breuker (65), Nederlands componist
- 2010 - Ate Doornbosch (84), Nederlands volkskundige en presentator
- 2010 - Jan Halldoff (70), Zweeds regisseur
- 2011 - Ina van Faassen (82), Nederlands actrice en cabaretière
- 2011 - Johnny Hoes (94), Nederlands zanger
- 2011 - Christopher Mayer (57), Amerikaans acteur
- 2011 - Amy Winehouse (27), Brits jazz- en soulzangeres
- 2012 - Sally Ride (61), Amerikaans astronaute
- 2013 - Dominguinhos (72), Braziliaans accordeonist, zanger en componist
- 2013 - Jokichi Ikarashi (111), Japans eeuweling, bij leven oudste man ter wereld
- 2013 - Jean Pede (86), Belgisch politicus
- 2013 - Djalma Santos (84), Braziliaans voetballer
- 2014 - Steven Buddingh' (79), Nederlands burgemeester
- 2014 - Norman Leyden (96), Amerikaans componist, muziekpedagoog, dirigent, arrangeur en klarinettist
- 2015 - William Wakefield Baum (88), Amerikaans kardinaal
- 2016 - Thorbjörn Fälldin (90), Zweeds premier
- 2016 - Boy-Boy Mosia (31), Zuid-Afrikaans voetballer
- 2017 - Reginald Arnold (92), Australisch (baan)wielrenner
- 2017 - Thomas Fleming (90), Amerikaans historicus en schrijver
- 2017 - Gennadi Moisejev (69), Russisch motorcrosser
- 2017 - Waldir Peres (66), Braziliaans voetbaldoelman
- 2018 - Lucy Ferry (58), Brits model
- 2019 - Ferdinand von Bismarck-Schönhausen (88), Duits landeigenaar en advocaat
- 2020 - Jean Brankart (90), Belgisch wielrenner
- 2020 - Dirk Geukens (57), Belgisch motorcrosser
- 2021 - Alfred Biolek (87), Duits televisiepresentator
- 2021 - Toshihide Maskawa (81), Japans natuurkundige
- 2021 - Piet Meijer (78), Nederlands schaatser
- 2021 - Willem van 't Spijker (94), Nederlandse predikant en theoloog
- 2021 - Miguel Virasoro (81), Argentijns theoretisch fysicus
- 2021 - Steven Weinberg (88), Amerikaans natuurkundige en winnaar van de Nobelprijs
- 2021 - Tuomo Ylipulli (56), Fins schansspringer
- 2022 - Rinus Ferdinandusse (90), Nederlands schrijver en journalist
- 2022 - Diane Hegarty (80), Amerikaans satanist
- 2022 - Anton Houdijk (90), Nederlands burgemeester
- 2022 - Bob Rafelson (89), Amerikaans filmregisseur
- 2023 - Raymond Froggatt (81), Brits zanger en songwriter
- 2023 - Inga Swenson (90), Amerikaans actrice
- 2023 - Martine Tanghe (67), Belgisch journaliste
- 2024 - Willem Abma (82), Nederlands dichter en schrijver
- 2024 - Robin Warren (87), Australisch patholoog en Nobelprijswinnaar
- 2025 -  Michelle Duff (Michael Alan Duff) (85), Canadees motorcoureur
- 2025 - George Kooymans (77), Nederlands gitarist en zanger
- 2025 - Willy Seeuws (94), Belgisch politicus

## Viering/herdenking
- Katholieke kalender:

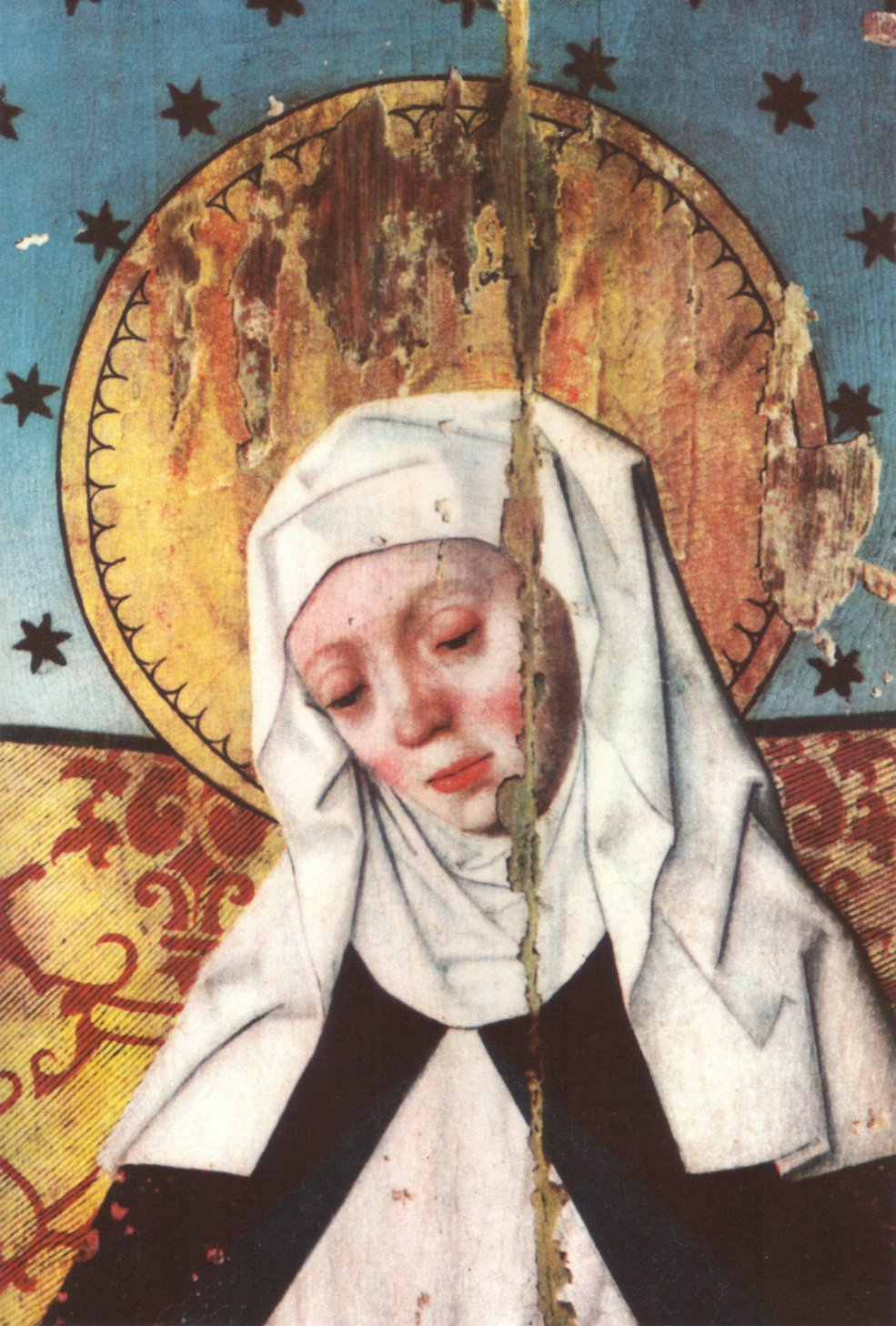
Birgitta van Zweden

Dag van de Revolutie, Libië

  - Heilige Birgitta van Zweden († 1373), Co-patrones van Europa - Vrije gedachtenis
  - Heilige Liborius (van Le Mans) († 397)
  - Heilige Apollinaris († c. 79)
  - Heilige Johannes Cassianus († c. 435)
  - Zalige Vasil' Hopko († 1976)
  - Zalige Margarita de Maturana († 1934)
- Egypte - Dag van de Revolutie (1952)
- Libië - Dag van de Revolutie
- Papoea-Nieuw-Guinea - Herdenkingsdag
- Rastafarianisme - Viering van de verjaardag van Haile Selassie
- De Neptunalis in het Oude Rome

## Weerextremen

### Nederland
| | Officiële records | Officiële records | Officiële records |      | Landelijke records | Landelijke records | Landelijke records                              |
| Gebeurtenis | Jaar              | Extreem           | Locatie           | Jaar | Extreem            | Locatie            |                                                 |
| --- | ----------------- | ----------------- | ----------------- | ---- | ------------------ | ------------------ | ----------------------------------------------- |
| Laagste etmaalgemiddelde temperatuur (°C) | 1919              | 12,3              | De Bilt           |      | 1919               | 10,9               | Maastricht                                      |
| Hoogste etmaalgemiddelde temperatuur (°C) | 2013              | 24,3              | De Bilt           |      | 2019               | 26,5               | Eindhoven, Maastricht                           |
| Laagste minimumtemperatuur (°C) | 1908              | 5,8               | De Bilt           |      | 1990               | 4,0                | Hupsel                                          |
| Hoogste minimumtemperatuur (°C) | 2014              | 19,1              | De Bilt           |      | 2014               | 20,8               | De Kooy                                         |
| Laagste maximumtemperatuur (°C) | 1930              | 14,2              | De Bilt           |      | 1922               | 13,8               | De Kooy                                         |
| Hoogste maximumtemperatuur (°C) | 2019              | 31,9              | De Bilt           |      | 1911               | 35,0               | Maastricht                                      |
| Hoogste uurgemiddelde windsnelheid (m/s) | 1942              | 13,4              | De Bilt           |      | 1975 2011          | 18,0 18,0          | Hoek van Holland Huibertgat, Vlieland, IJmuiden |
| Hoogste windstoot (m/s) | 1958              | 17,5              | De Bilt           |      | 2022               | 28,0               | Schaar                                          |
| Langste zonneschijnduur (uur) | 2019              | 14,9              | De Bilt           |      | 2014               | 15,2               | De Kooy                                         |
| Langste neerslagduur (uur) | 1968              | 9,2               | De Bilt           |      | 2011               | 15,3               | Lauwersoog                                      |
| Hoogste etmaalsom van de neerslag (mm) | 1987              | 33,0              | De Bilt           |      | 1971               | 40,0               | Vlissingen                                      |
| Laagste etmaalgemiddelde relatieve vochtigheid (%) | 1941, 2014        | 62                | De Bilt           |      | 1947               | 42                 | Maastricht                                      |
| Laagste uurwaarde luchtdruk op zeeniveau (hPa) | 2007              | 994,1             | De Bilt           |      | 2007               | 991,1              | Hoek van Holland                                |
| Hoogste uurwaarde luchtdruk op zeeniveau (hPa) | 1935              | 1027,6            | De Bilt           |      | 1935               | 1028,3             | Maastricht                                      |
| Officiële records worden altijd gemeten op het KNMI-weerstation in De Bilt. Landelijke records kunnen worden gemeten op elk officieel KNMI-weerstation in Nederland. |                   |                   |                   |      |                    |                    |                                                 |

Uitzonderlijke gebeurtenissen
- 2014 - Officieel hoogste minimumtemperatuur in °C van het jaar gemeten in De Bilt: 19,1. Samen met 22 juli

### België
Dagrecords
- 1838 - Laagste etmaalgemiddelde temperatuur 11,9 °C
- 1989 - Hoogste etmaalgemiddelde temperatuur 25,2 °C
- 1885 - Laagste minimumtemperatuur 8,2 °C
- 2019 - Hoogste maximumtemperatuur 33,9 °C
- 2001 - Hoogste etmaalsom van de neerslag 41 mm

Uitzonderlijke gebeurtenissen
- 1911 - Maximumtemperatuur van 36,2 °C in Etalle tot 38,2 °C aan de afdamming van de Gileppe (Jalhay). Het is een van de warmste dagen van de eeuw.
- 1968 - Neerslag in Chièvres: 84 mm.
- 1988 - Tornado in de streek tussen Tongeren en Maasmechelen.
- 1989 - Tornado veroorzaakt schade in Esquelmes (Pecq).
- 2007 - Veel neerslag door onweer: 87,7 mm neerslag in Poperinge en 71,2 mm in Lo-Reninge.

<< · 1 · 2 · 3 · 4 · 5 · 6 · 7 · 8 · 9 · 10 · 11 · 12 · 13 · 14 · 15 · 16 · 17 · 18 · 19 · 20 · 21 · 22 · 23 · 24 · 25 · 26 · 27 · 28 · 29 · 30 · 31 · >>